# 商店街循環バス (五所川原市)
商店街循環バス（しょうてんがいじゅんかんバス）は青森県五所川原市内を運行するコミュニティバスである。
五所川原街づくり株式会社が運営し、弘南バスが運行を受託している。

## 沿革
- 1998年11月 - この月の6日間と同年12月から翌年1月の27日間の計33日間、『無料循環バス』として、試験運行実施[1]。
- 1999年4月15日 - 五所川原商工会議所が「中心市街地活性化に向けた賑わい創出事業」の一環として、「五所川原市内100円循環バス」の試行運行開始。
- 2000年4月1日 - 本格運行開始。
- 2004年5月1日 - 「新宮・若葉コース」と「一ッ谷・松島町コース」を統合・再編し、「若葉・松島町コース」の運行開始。
- 2008年12月25日 - 運賃を100円から120円に値上げし、「商店街循環バス」と改称[注釈 1]。
- 2012年4月 - 運営主体が五所川原商工会議所から五所川原街づくり株式会社に移行[2]。
- 2012年初夏 - 車体更新と塗装変更を実施。
- 2016年10月1日 - 路線再編を実施。これまでの3コースから6コースに変更。
- 2017年4月1日 - 路線の再々編を実施[3]し、6コースから3コースに再編。
- 2022年4月1日 - エルムの街 - 五所川原駅前線は「つがる総合病院前」と「大町」を経由することに変更。また、フリー乗降区間を廃止し、名称を「五所川原市循環バス」に変更。専用バスでの運行を終了[4]。
- 2023年2月25日 - 弘南バスの交通系電子マネーカードMegoICa導入に伴い、運賃の収受方法が変更され、一般路線バスと同じ「後払い方式」に変更された。
- 2023年11月30日 - この日をもって、エルムの街 - 五所川原駅前線を廃止。12月1日から、五所川原駅前 - エルムの街は、五所川原 - 青森線を五所川原駅前から一部の路線バスを延長して運行[5]。
- 2024年4月1日 - 「若葉環状線」と「みどり町環状線」に、路線番号を導入[6]。

## 担当営業所
- 弘南バス五所川原営業所、五所川原営業所 小泊案内所

## 運行経路
2023年12月1日から

### 若葉環状線
- 所要時間 - 1周50分
- エルムの街行始発便は東回りの若葉2丁目始発、エルムの街発最終便は西回りの若葉3丁目止。
- 2022年4月1日から、運行本数が東回り・西回り合わせて45分～50分間隔の計12本[3]から、50分～1時間20分間隔の計10本[4]に減便。
- かつての若葉・松島町コース 「虫送り号」である

### 東回り(508)
- エルムの街 → つがる克雪ドーム前 → はるにれ団地 → 中央5丁目 → 湊 → 菊ヶ丘運動公園前[注釈 2] → 富士見団地 → 元町 → つがる総合病院前 → 柏原町 → 末広町 → 新宮町 → 若葉2丁目 → 若葉1丁目 → 森の家前 → 県営住宅前 → 若葉3丁目 → オルテンシア前 → 幾世森 → 十川橋前 → 十川駅前 → 清水流 → 袖掛 → 松島町4丁目 → 松島町5丁目 → 松島町8丁目 → 石岡 → エルムの街

### 西回り(509)
- エルムの街 → 石岡 → 松島町8丁目 → 松島町5丁目 → 松島町4丁目 → 袖掛 → 清水流 → 十川駅前 → 十川橋前 → 幾世森 → オルテンシア前 → 若葉3丁目 → 県営住宅前 → 森の家前 → 若葉1丁目 → 若葉2丁目 → 新宮町 → 末広町 → 柏原町 → 本町 → 元町 → 富士見団地 → 菊ヶ丘運動公園前 → 湊 → 中央5丁目 → はるにれ団地 → つがる克雪ドーム前 → エルムの街

### みどり団地線(503)
- エルムの街 → 二本柳 → 稲実十文字 → 米崎（マエダ前）→ 榊森 → 五所川原第三中学校前 → コミュニセンター前 → みどり町4丁目 → みどり町西口 → 市営住宅前(みどり町) → みどり町2丁目 → みどり町3丁目 → みどり町7丁目 → 幼稚園前 → 8丁目広田口 → みどり町6丁目 → 五所川原第三中学校前 → 榊森 → 米崎（マエダ前）→ 稲実十文字 → 二本柳 → エルムの街 　
  - 所要時間:1周40分
  - エルムの街行始発便はコミュニセンター前始発、エルムの街発最終便はみどり町6丁目止。
  - 2022年4月1日から、運行本数が40分間隔の16本[3]から、40分～1時間40分間隔の10本[4]に減便。
  - かつての広田・みどり町コース 「ゴニンカン号」である

## 乗降方式
- 前乗り・前降り方式(専用バスで運行をしていたときは、原則として、前乗り・後降り方式であった)。

## 運賃
- 大人 - 120円
  - 小学生以下は無料。
  - 弘南バスの定期券・回数券・優待券・企画乗車券は利用できないが、JR東日本で発売している津軽フリーパスの利用は可能である[注釈 3]。
- 2023年2月25日より、弘南バスの交通系電子マネーカードMegoICa導入に伴い、「前払い方式」から、他の弘南バスの一般路線バスと同じ「後払い方式」に切り替えられている。
  - 一般路線バスと同じく、乗車時に整理券をとる形になっている。番号は0番のみである。

## 廃止路線

### エルムの街 - 五所川原駅前線
- 五所川原駅前 → つがる総合病院前 → 大町 → 五所川原市役所前[注釈 4] → 田町（東北電力前) → 市営住宅前[注釈 5] → 中央2丁目[注釈 6] → エルムの街
- エルムの街 → 中央2丁目 → 市営住宅前 → 田町（東北電力前) → 五所川原市役所前 → つがる総合病院前 → 大町 → 五所川原駅前
  - 所要時間20分
  - 2022年4月1日から、「つがる総合病院前」と「大町」を経由する経路に変更され、運行も、30分間隔の往復48本[3]から40分間隔の往復30本（最終便の大幅繰り上げ含む）[4]に減便された。
  - かつてのエルムの街直行バス「立佞武多号」である
  - 2023年冬期の時刻改正に伴い、2023年11月30日で廃止。同じ区間は12月1日からは、五所川原 - 青森線の一部のバスを五所川原駅前から延長して運行。ただし一部のバスは「つがる総合病院前」を通らない[5]。